# Гудолл, Джозеф
Джозеф Ли Гудолл (англ. Joseph Leigh Goodall; род. 22 июня 1992, Бендиго, Австралия) — австралийский боксёр-профессионал, выступающий в тяжёлой весовой категории. Бронзовый призёр чемпионата мира (2017), серебряный призёр Игр Содружества (2014), двукратный чемпион Океании (2015, 2017), многократный победитель и призёр международных соревнований и национального первенств в любителях.
Лучшая позиция по рейтингу BoxRec — 28-я (сентябрь 2023) и является 2-м среди австралийских боксёров в тяжёлой весовой категории, а по рейтингам основных международных боксёрских организаций занимал: 29-ю строку рейтинга WBC, — уверенно входя в ТОП-30 лучших тяжеловесов всего мира.

## Биография
Родился 22 июня 1992 года в городе Бендиго, Австралия.

## Любительская карьера

### 2014—2015 годы
В июле 2014 года завоевал серебро Игр Содружества в Глазго (Шотландия), в первом раунде соревнований победив по очкам новозеландца Патрика Майлата, затем в четвертьфинале по очкам победив боксёра с Багамских Островов Киешно Мэйора, в полуфинале по очкам победив нигерийского нокаутёра Эфе Аджагбу, но в финале нокаутом проиграл англичанину Джозефу Джойсу.
В августе 2015 года стал чемпионом Океании в Канберре (Австралия), в категории свыше 91 кг, в финале победив новозеландца Патрика Майлата.
И в октябре 2015 года участвовал в чемпионате мира в Дохе (Катар), но в первом же раунде соревнований проиграл по очкам грузинскому боксёру Михаилу Бахтидзе.

### 2016—2017 годы
В марте 2016 года на Олимпийском квалификационном турнире Азии и Океании в Цяньане (Китай), представляя Австралию, в первом же раунде соревнований проиграл техническим нокаутом новозеландцу Патрику Майлату, и не смог пройти квалификацию на Олимпиаду 2016 года.
В июне 2017 года вновь стал чемпионом Океании в Голд-Косте (Австралия), в категории свыше 91 кг, в финале опять победив новозеландца Патрика Майлата.
И в сентябре 2017 года завоевал бронзу чемпионата мира в Гамбурге (Германия). Где он в первом раунде соревнований победил по очкам египтянина Уосри Резка, затем во втором раунде соревнований в конкурентном бою по очкам победил украинца Виктора Выхриста, в четвертьфинале по очкам победил опытного россиянина Максима Бабанина, но в полуфинале по очкам проиграл азербайджанцу Магомедрасулу Меджидову, — который в итоге стал чемпионом мира 2017.
И эта медаль сделала его первым призёром от Австралии на чемпионате мира по боксу аж с 1991 года.

## Профессиональная карьера
7 апреля 2018 года дебютировал на профессиональном ринге, победив техническим нокаутом в 1-м же раунде новозеландца Луи Тео (2-7-1).
31 августа 2019 года решением большинства судей (счёт: 57-57, 57-57, 58-56) свёл вничью бой-реванш с камерунцем Кристианом Ндзи Цое (4-3).

#### Бой с Джастисом Хани
15 июня 2022 года в городе Натан (Квистланд, Австралия) встретился с небитым соотечественником Джастисом Хани (5-0, 4 КО) за вакантные титулы чемпиона по версиям IBF Pan Pacific и WBO Oriental.
В бою двух австралийцев Хани был более техничен и выглядел предпочтительней в глазах судей по итогам 10 раундов боя. Сказался более широкий арсенал и качественная защита Хани. Бой прошел всю дистанцию по итогам которой судьи единогласно посчитали в пользу Хани: (100-90, 98-92 и 98-93).

#### Бой с Фоссо
15 сентября 2022 года в Брисбене (Австралия) досрочно техническим нокаутом в 3-м раунде победил опытного боксёра камерунского происхождения Арсена Фоссо (4-1).

#### Бой со Стефану Шоу
22 июля 2023 года в Шони (США) досрочно техническим нокаутом в 6-м раунде победил опытного американца Стефану Шоу (18-1).

#### Бой с Эфе Аджагбой
4 ноября 2023 года в Стейтлайне (штат Невада, США) провел бой с нигерийцем Эфе Аджагба (18-1, 13 KO). С первых секунд первого раунда Аджагба занял центр ринга и начал поддавливать менее инициативного соперника. У Аджагбы проходили эпизоды из чистых ударов которые Гудолл пропускал, но оставался на ногах. Второй и третий раунд Аджагба так же был лучше — у него проходили апперкоты и джебы. В самом начале 4-го раунда Гудолл снова пропустил силовую двойку и дальше несколько мощных безответных ударов и еле стоял на ногах. Рефери Тони Уикс вмешался и остановил бой. Это была первая защита титула WBC Silver в тяжёлом весе которым владеет нигериец Эфе Аджагба.

#### Бой с Файгой Опелу
12 мая 2024 году в австралийском городе Перте в рамках шоу Ломаченко vs Камбосос состоялось возвращение Гудолла в бою с местным джорнименом самоанских корней Файгой Опелу (16-4-2, 12 КО). Бой завершился в последнем 10-м раунде техническим нокаутом в пользу Гудолла. 

## Статистика профессиональных боёв
В таблице перечислены результаты всех поединков боксёров.
В каждой строке указан результат поединка. Дополнительно номер поединка обозначен цветом, который обозначает итог поединка. Расшифровка обозначений и цветов представлена в нижеследующей таблице.
| Пример | Расшифровка                     |
| ------ | ------------------------------- |
|        | Победа                          |
|        | Ничья                           |
|        | Поражение                       |
|        | Планируемый поединок            |
|        | Поединок признан несостоявшимся |
| КО     | Нокаут                          |
| ТКО    | Технический нокаут              |
| PTS    | Решение судей (по очкам)        |
| UD     | Единогласное решение судей      |
| MD     | Решение большинства судей       |
| SD     | Раздельное решение судей        |
| RTD    | Отказ от продолжения боя        |
| DQ     | Дисквалификация                 |
| NC     | Поединок признан несостоявшимся |

| 14 поединков, 11 побед (10 нокаутом), 1 ничья, 2 поражения. | 14 поединков, 11 побед (10 нокаутом), 1 ничья, 2 поражения. | 14 поединков, 11 побед (10 нокаутом), 1 ничья, 2 поражения. | 14 поединков, 11 побед (10 нокаутом), 1 ничья, 2 поражения. | 14 поединков, 11 побед (10 нокаутом), 1 ничья, 2 поражения.            | 14 поединков, 11 побед (10 нокаутом), 1 ничья, 2 поражения. | 14 поединков, 11 побед (10 нокаутом), 1 ничья, 2 поражения. |
| Бой                                                         | Рекорд                                                      | Дата боя                                                    | Соперник                                                    | Место проведения боя                                                   | Раундов, время                                              | Дополнительно |
| ----------------------------------------------------------- | ----------------------------------------------------------- | ----------------------------------------------------------- | ----------------------------------------------------------- | ---------------------------------------------------------------------- | ----------------------------------------------------------- | --- |
| 14                                                          | 11-2-1                                                      | 12 мая 2024                                                 | Файга Опелу (16-4-2)                                        | RAC Arena, Перт, Западная Австралия, Австралия                         | TKO 10 (10)                                                 | |
| 13                                                          | 10-2-1                                                      | 4 ноября 2023                                               | Эфе Аджагба (18-1)                                          | Tahoe Blue Event Center, Стейтлайн, Невада, США                        | TKO 4 (10), 0:50                                            | Бой за титул чемпиона по версии WBC Silver (1-я защита Аджагба) в тяжёлом весе.                                                                                                |
| 12                                                          | 10-1-1                                                      | 22 июля 2023                                                | Стефан Шоу (18-1)                                           | Firelake Arena, Шони, Оклахома, США                                    | TKO 6 (8), 2:55                                             | |
| 11                                                          | 9-1-1                                                       | 15 сентября 2022                                            | Арсен Фоссо (4-1)                                           | Nissan Arena, Натан, Брисбен, Квинсленд, Австралия                     | TKO 3 (6), 1:20                                             | |
| 10                                                          | 8-1-1                                                       | 15 июня 2022                                                | Джастис Хани (5-0)                                          | Nissan Arena, Натан, Брисбен, Квинсленд, Австралия                     | UD 10 (10)                                                  | Счёт: 93-98, 92-98, 90-100. Бой за вакантные титулы чемпиона Востока по версии WBO Oriental, чемпиона Тихоокеанского региона по версиям IBF Pan Pacific и OPBF в тяжелом весе. |
| 9                                                           | 8-0-1                                                       | 26 марта 2022                                               | Мэттью Маккинни (8-4-2)                                     | Armory, Миннеаполис, Миннесота, США                                    | KO 1 (8), 1:55                                              | |
| 8                                                           | 7-0-1                                                       | 27 марта 2021                                               | Герман Эне-Перселл (17-8)                                   | Rumors International, Тувумба, Квинсленд, Австралия                    | TKO 2 (10), 2:58                                            | |
| 7                                                           | 6-0-1                                                       | 31 августа 2019                                             | Кристиан Ндзи Цойе (2) (4-3)                                | Стадион Бендиго, Бендиго, Виктория, Австралия                          | MD 6 (6)                                                    | Счёт: 58-56, 57-57 (дважды). |
| 6                                                           | 6-0                                                         | 28 июня 2019                                                | Сумит Ранжи (4-1-1)                                         | Acacia Ridge Hotel, Акация Ридж, Брисбен, Квинсленд, Австралия         | TKO 1 (6), 2:49                                             | |
| 5                                                           | 5-0                                                         | 30 ноября 2018                                              | Кристиан Ндзи Цойе (3-1)                                    | Suncorp Stadium, Брисбен, Квинсленд, Австралия                         | UD 4 (4)                                                    | Счёт: 40-35 (трижды). |
| 4                                                           | 4-0                                                         | 15 сентября 2018                                            | Колин Уилсон (35-31-1)                                      | Pullman & Mercure, Брисбен, Квинсленд, Австралия                       | TKO 1 (4), 2:09                                             | |
| 3                                                           | 3-0                                                         | 29 июня 2018                                                | Брэкстон Эдмондс (0-1)                                      | Pullman & Mercure, Брисбен, Квинсленд, Австралия                       | TKO 1 (4), 2:27                                             | |
| 2                                                           | 2-0                                                         | 26 мая 2018                                                 | Барри Приор (1-3-2)                                         | Community Centre, Гринбанк, Квинсленд, Австралия                       | TKO 1 (4), 0:40                                             | |
| 1                                                           | 1-0                                                         | 7 апреля 2018                                               | Луи Тео (2-7-1)                                             | Brisbane Convention & Exhibition Centre, Брисбен, Квинсленд, Австралия | TKO 1 (4), 2:14                                             | Профессиональный дебют. |
| Бой                                                         | Рекорд                                                      | Дата боя                                                    | Соперник                                                    | Место проведения боя                                                   | Раундов, время                                              | Дополнительно |